# Nikolasjärvi
Nikolasjärvi (nordsamiska: Nihkolasjávri, enaresamiska: Nikolâsjävri) är en sjö i Finland. Den ligger i kommunen Enare i landskapet Lappland, i den norra delen av landet, 1 000 km norr om huvudstaden Helsingfors. Nikolasjärvi ligger 240,4 meter över havet. Arean är 1,03 kvadratkilometer och strandlinjen är 7,38 kilometer lång. Sjön  ingår i Neidenälvens huvudavrinningsområde. 